# Клименко, Сергей Васильевич
Сергей Васильевич Клименко (11 января 1925, Зозов — 21 января 1945, Быдгощ, Куявско-Поморское воеводство) — гвардии красноармеец Рабоче-крестьянской Красной армии, участник Великой Отечественной войны, Герой Советского Союза (1945).

## Биография
Сергей Клименко родился 11 января 1925 года в селе Зозов (ныне — Липовецкий район Винницкой области Украины). С 1935 года проживал в городе Зима Иркутской области, где окончил пять классов средней школы. В ноябре 1942 года Клименко был призван на службу в Рабоче-крестьянскую Красную армию. С марта 1944 года — на фронтах Великой Отечественной войны, был пулемётчиком 113-го гвардейского стрелкового полка 38-й гвардейской стрелковой дивизии 70-й армии 1-го Белорусского фронта. Отличился во время освобождения Польши.
18 августа 1944 года на высоте в районе населённого пункта Ситки в 10 километрах к востоку от города Радзымина Клименко участвовал в отражении семи немецких контратак, лично уничтожив танк и около 100 немецких солдат и офицеров. В тех боях он получил два ранения, но продолжал сражаться, и лишь после боя был отправлен в санчасть. 21 января 1945 года на подступах к Бромбергу (ныне — Быдгощ) Клименко погиб. Похоронен в Быдгоще.
Указом Президиума Верховного Совета СССР от 24 марта 1945 года за «образцовое выполнение боевых заданий командования на фронте борьбы с немецкими захватчиками и проявленные при этом отвагу и геройство» гвардии красноармеец Сергей Клименко посмертно был удостоен высокого звания Героя Советского Союза. Также был награждён орденом Ленина и двумя медалями. Навечно зачислен в списки личного состава воинской части.

## Память
В честь Клименко названы школа и улица в городе Зима. Его имя высечено на гранитном памятном знаке на аллее выдающихся людей района в городе Липовец Винницкой области.